# Pan Tau (seriál, 2020)
Pan Tau je německý komediální televizní seriál, jehož autory jsou Gabriele M. Walther, Franziska Meyer Price a Marcus Hamann. Je rebootem stejnojmenného československého seriálu z let 1970–1979. Čtrnáctidílný seriál byl v roce 2020 zpřístupněn na internetové platformě ARD Mediathek a následně byl vysílán na stanici Das Erste.

## Příběh
Pan Tau je laskavý gentleman, nosí elegantní oblek a je vždy tam, kde ho studenti Wesparkovy střední školy potřebují. Ačkoli se zdá, že pochází z úplně jiné doby a nemluví ani slovo, rozumí mnoha věcem a na problémy reaguje svým vlastním, jedinečným způsobem. Umí kouzlit a kouzelně měnit perspektivu pouhým poklepáním buřinky na hlavu. Zdá se, že přitom pozastavuje platnost všech fyzikálních zákonů.

## Produkce
Jedná se o remake stejnojmenného německo-československého koprodukčního filmu mezi WDR, pražské Filmové studio Barrandov a Československá televize ČST k 50. výročí televize. Původní seriál se vysílal v letech 1970-1978, od roku 1973 také v televizi NDR. Titulní postava Pan Tau je věčně usměvavý, elegantní a dobromyslný gentleman v Stresemannově obleku s buřinkou.
Po letech jednání získala produkční společnost Caligari Film- und Fernsehproduktion práva na remake. Společnost Caligari Film- und Fernsehproduktion získala 1 408 000 eur od Agentury pro podporu filmu, 350 000 eur od Filmové a mediální nadace Severního Porýní-Vestfálska a 800 000 eur od FilmFernsehFonds Bayern. Film režírovala Franziska Meyer Price.
Do hlavní role byl obsazen britský komik Matt Edwards.
Čtrnáctidílný seriálový remake byl poprvé uveden k 50. výročí televize. Na začátku října 2020 byly první čtyři díly seriálu uvedeny na Filmovém festivalu v Kolíně nad Rýnem Od 4. října 2020 běžel na Ersten. Od 27. září 2020 je k dispozici v Mediathek ARD.

## Recenze
Martin Zips byl na Sueddeutsche.de zklamán, že opět stará postava (jako Wickie a Biene Maja) byly předělány, místo aby přišly s něčím novým pro dnešní generaci. Sympatický kouzelník z minulých let se nyní stal manažerem akcí a faktorem přitahujícím teenagery.

### Televizní česká premiéra
Českou premiéru měl tento česko-německý seriál 9. 1. 2022 na ČT-D.

## Obsazení
- Matt Edwards jako pan Tau

## Seznam dílů
| Č. v seriálu | Původní název              | Český název             | Režie                                | Scénář                                                 | Premiéra v Německu                                           | Premiéra v ČR   |
| ------------ | -------------------------- | ----------------------- | ------------------------------------ | ------------------------------------------------------ | ------------------------------------------------------------ | --------------- |
| 1            | Duell der Magier           | Fantasy román (1. část) | Franziska Meyer Price                | Steven Bawol                                           | 27. září 2020 (ARD Mediathek) 4. října 2020 (Das Erste)      | 20. března 2022 |
| 2            | Blumen für den Ritter      | Fantasy román (2. část) | Franziska Meyer Price                | Steven Bawol                                           | 27. září 2020 (ARD Mediathek) 4. října 2020 (Das Erste)      | 27. března 2022 |
| 3            | Tierisch beste Freundinnen | Influencerky            | Franziska Meyer Price                | Mark Slater                                            | 27. září 2020 (ARD Mediathek) 11. října 2020 (Das Erste)     | 20. února 2022  |
| 4            | Die Überflieger            | Vědecká rozepře         | Franziska Meyer Price                | Mark Slater a Gabriele M. Walther                      | 27. září 2020 (ARD Mediathek) 11. října 2020 (Das Erste)     | 27. února 2022  |
| 5            | Durchkreuzte Pläne         | Ve výstavbě             | Michael Zens                         | Mark Slater a Gabriele M. Walther                      | 27. září 2020 (ARD Mediathek) 18. října 2020 (Das Erste)     | 6. března 2022  |
| 6            | Blauer Honig               | Dědečkova farma         | Michael Zens                         | Mark Slater a Gabriele M. Walther                      | 27. září 2020 (ARD Mediathek) 18. října 2020 (Das Erste)     | 13. března 2022 |
| 7            | Große Träume               | Nezastavuj rytmus       | Franziska Meyer Price                | Mark Slater                                            | 27. září 2020 (ARD Mediathek) 25. října 2020 (Das Erste)     | 6. února 2022   |
| 8            | Urlaub mit Gartenzwerg     | Karavan                 | Franziska Meyer Price                | Mark Slater                                            | 27. září 2020 (ARD Mediathek) 25. října 2020 (Das Erste)     | 13. února 2022  |
| 9            | Krach am Gartenzaun        | Sousedé z pekla         | Franziska Meyer Price a Michael Zens | Jonathan Evans, Gabriel M. Walther a Marcus Hamann     | 27. září 2020 (ARD Mediathek) 1. listopadu 2020 (Das Erste)  | 9. ledna 2022   |
| 10           | Die dritte Dimension       | Třetí rozměr            | Franziska Meyer Price a Michael Zens | Jonathan Evans, Gabriel M. Walther a Marcus Hamann     | 27. září 2020 (ARD Mediathek) 1. listopadu 2020 (Das Erste)  | 16. ledna 2022  |
| 11           | Auf den Hund gekommen      | Psí den                 | Michael Zens                         | Gabriele M. Walther a Steven Bawol                     | 27. září 2020 (ARD Mediathek) 8. listopadu 2020 (Das Erste)  | 3. dubna 2022   |
| 12           | Chefsache                  | Televizní zprávy        | Michael Zens                         | Steven Bawol                                           | 27. září 2020 (ARD Mediathek) 8. listopadu 2020 (Das Erste)  | 10. dubna 2022  |
| 13           | Prinzessin auf Rädern      | Princezna na kolech     | Franziska Meyer Price                | Shelley Hoffman, Robert Pincombe a Gabriele M. Walther | 27. září 2020 (ARD Mediathek) 15. listopadu 2020 (Das Erste) | 23. ledna 2022  |
| 14           | Cinderella gesucht         | Divadlo musí pokračovat | Franziska Meyer Price                | Shelley Hoffman, Robert Pincombe a Gabriele M. Walther | 27. září 2020 (ARD Mediathek) 15. listopadu 2020 (Das Erste) | 30. ledna 2022  |